# Simfonia núm. 1 (Enescu)

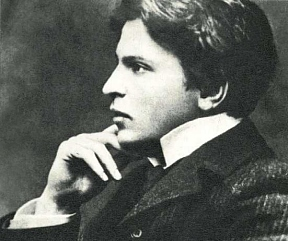
Imatge de George Enescu, autor de l'obra.

Simfonia núm. 1 en mi bemoll major, op. 13, va ser composta per George Enescu el 1905. Es va estrenar el diumenge 21 de gener de 1906 al Théâtre du Châtelet de París, en el catorzè concert de la sèrie 1905–1906 dels Concerts Colonne, dirigida per Édouard Colonne. Va ser publicada per Enoch et co., París, el 1906. La partitura està dedicada a Alfredo Casella, antic company de classe d'Enescu al Conservatori de París i amic de tota la vida. Al seu torn, Casella dedicaria la seva Segona Simfonia a Enescu el 1908.

## Origen i context
Enescu ja havia completat quatre "simfonies escolars" que mai van ser interpretades públicament entre els anys 1895 i 1898.

## Instrumentació
La simfonia està escrita per a tres flautes (tercera doblant piccolo), 2 oboès, corn anglès, 2 clarinets en si bemoll, clarinet baix, 3 fagots, contrafagots, 4 trompes, 2 trompetes, 2 cornetes, 3 trombons, tuba, timbals, percussió (triangle, tamborí, plats, bombo), 2 arpes, 20 primers violins, 18 o 20 segons de violins, 14 violes, 12 violoncels i 12 contrabaixos.

## Anàlisi musical
Reflecteix la formació del compositor a Viena i París. A la primera ubicació va estudiar la tradició brahmsiana amb Robert Fuchs i, a la segona, la tradició francesa amb Jules Massenet i Gabriel Fauré. La simfonia consta de tres moviments, sense l'Scherzo del mig, seguint el patró de César Franck, i representa una evident continuació de la tradició simfònica establerta per Brahms, alhora que reflecteix la influència de Berlioz i de Wagner. Gràcies a començar a compondre amb seguretat i fermesa, aquestes influències ja es troben més harmoniosament fusionades.
Tal com va fer a les seves dues simfonies següents, Enescu va desplegar una orquestració generosa, amb línies àmplies que, tot i que revela moments de gran delicadesa, culminen en apoteosis sonores.
Els tres moviments són:
- Assez vif et rythmé
- Lent
- Vif et vigoureux

El primer moviment està dominat pels tres motius components del primer tema, anunciats a l’uníson al principi. Es troba en la forma tradicional sonata-allegro, amb una secció de desenvolupament força curta i la culminació en la recapitulació.
El moviment lent es pot considerar com una forma estesa de lied : A–B–C–B–C–A, precedida d’una introducció i conclosa amb una coda. Tanmateix, la segona meitat (la porció B–C–A) no només repeteix el material de la primera part, sinó que el desenvolupa i no se segueix amb una recapitulació completa, sinó que es tanca de forma sobtada només amb el material A, i després la coda.
L'exposició del Finale, també en forma sonata-allegro, és similar a la del primer moviment, amb la diferència principal que el lloc d’un primer tema el pren un grup d’elements temàtics clarament definits (el primer, amb les cordes a l’uníson, formen un fons quasi permanent, seguit d’una segona figura del metall, una tercera al trombó, etc.). El segon tema s’anticipa en triplets, que aconsegueix només un perfil estable després de diversos intents.

## Discografia
- Enescu, George. Simfonia 1-a in mi bemol major, op. 13 . Orchestra Simfonica a Filarmonicii de Stat "George Enescu" din Bucureşti, George Georgescu, cond. Electrecord ECD 58 (LP), ca. 1960-69. Reeditat a Artia ALP 118 (LP)
- Enescu, George. Sinfonia Concertante for Cello & Orchestra, op. 8. Filharmònica Estatal George Enescu, Mihai Brediceanu, cond. (Simfonia); Valentin Arcu, violoncel; Orquestra de la Ràdio i Televisió de Romania, Iosif Conta, dir. (Sinfonia Concertante). Marco Polo 8.223141 (CD). [Np ]: Pacific Music Co., Ltd., 1988. Reeditat (streaming d’àudio) Naxos Music Library, 2004.
- Enescu, George. Orchestral Works, Volume 3. Symphony No. 1 in E-flat major, op. 13; Vox maris, op. 31. Philharmonia Moldàvia, Alexander Lascae, dir. Amb Marius Budoiu, tenor; El Cor Gavril Musicescu (Doru Morariu, mestre del cor). Ottavo OTR C59346 (CD). La Haia: Ottavo Recordings, 1994.
- Enescu, George. Complete Orchestral Works, Vol. 1. Symphony No. 1 in E-flat major, op. 13; Romanian Overture; Study Symphony No. 4 in E-flat major. Orquestra Nacional de Ràdio de Romania, Horia Andreescu, cond. Electrecord [número de catàleg i data desconeguda] Reeditat, Olympia Explorer Series. Olympia OCD 441 (CD). Londres: Olympia Compact Discs Ltd., 1994.
- Enescu, George. Symphony No. 1; Suite No. 3 'Villageoise'. BBC Philharmonic, Gennady Rozhdestvensky, dir. Chandos CHAN 9507 (CD).
- Enescu, George. Symphonies 1 et 2. Orchestre Philharmonique de Monte-Carlo, Lawrence Foster, dir. EMI Classics CDC 7 54763 2 (0777 7 54763 2) [Np ]: EMI França, 1993.
- Enescu, George. Suite d'orchestre no. 1; Intermède op. 12; Symphony no. 1. Orquestra Filharmònica de Bucarest "George Enescu", Cristian Mandeal, director. Arte Nova 74321 37314 2 (CD). [Alemanya]: Arte Nova, 1996. Reeditat Arte Nova 373140 (CD). [Alemanya]: Arte Nova, 2007.
- Enescu, George. Symphonie Concertante; Symphony No. 1. Filharmònica de Tampere, Hannu Lintu, cond .; Truls Mork, violoncel. Ondine ODE1198-2 (CD). [Np ]: Ondine Records, 2015.